# ولانتا (کارولینای جنوبی)
ولانتا(به انگلیسی: Olanta) شهری در ایالت کارولینای جنوبی کشور ایالات متحده آمریکا است که جمعیت آن در سرشماری سال ۲۰۱۰ میلادی، ۵۶۳ نفر بوده‌است.